# Eduard Gebhardt
Pour les articles homonymes, voir Gebhardt.
Franz Karl Eduard Gebhardt, aussi Eduard von Gebhardt, (né le 13 juin 1838 à Sankt Johannis (aujourd'hui Järva-Jaani), mort le 3 février 1925 à Düsseldorf) est un peintre et professeur de l'Académie des beaux-arts de Düsseldorf.

## Biographie
De 16 à 19 ans, il fréquente l'Académie russe des beaux-arts à Saint-Pétersbourg puis fait un voyage de deux ans dont une partie à Karlsruhe, où il va à l'Académie des beaux-arts. En 1860, il vient à Düsseldorf où il est l'élève de Wilhelm Sohn et, après avoir reçu de nombreux soutiens, décide de rester dans cette ville.
En 1873, Gebhardt devient professeur à l'Académie des beaux-arts de Düsseldorf et forme beaucoup d'élèves, parmi lesquels Paula Monjé et Wilhelm Techmeier (de).
Il est inhumé au cimetière du Nord de Düsseldorf.

## Œuvre

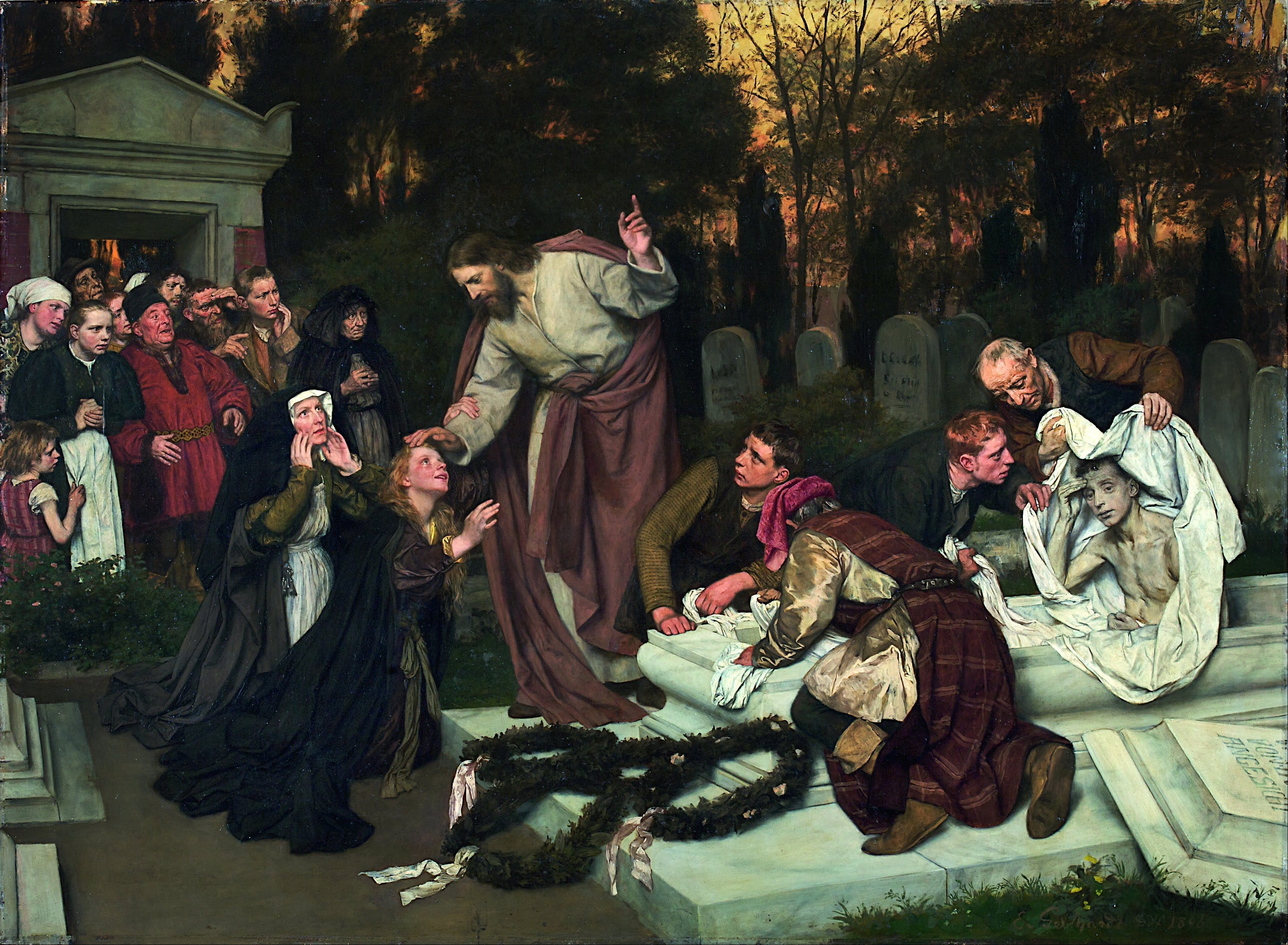
La Résurrection de Lazare, 1896

Son orientation, due à son éducation, est la peinture religieuse. Il souhaite lui donner le réalisme de son temps et un sens national. Il traite des scènes bibliques, s'inspirant des maîtres néerlandais des xve et xvie siècles, reprenant les personnages et les motifs artistiques de cette époque.
Gagnant ainsi en profondeur, en simplicité et en vérité du sentiment, il renonce à la beauté et l'idéalité de la représentation, ce qui divise les spectateurs.

## Élèves notables
- Otto Boyer (de)
- Wilhelm Döringer (de)
- Wilhelm Eckstein
- Bruno Ehrich (de)
- Aloys Fellmann (de)
- Anton Hackenbroich (de)
- Franzjosef Klemm (de)
- Ants Laikmaa (de)
- Heinrich Nüttgens
- Ernst Christian Pfannschmidt
- Anton Räderscheidt[1]
- Kristjan Raud
- Paul Raud (de)
- Heinrich Rüter (de)
- Carl Schmitz-Pleis (de)
- Wilhelm Techmeier (de)